# Spilosmylus saishiuensis
Spilosmylus saishiuensis is een insect uit de familie watergaasvliegen (Osmylidae), die tot de orde netvleugeligen (Neuroptera) behoort. 
Spilosmylus saishiuensis is voor het eerst wetenschappelijk beschreven door Okamoto in 1924. De soort komt voor in de Filipijnen.